# Acidente do helicóptero Bell 206B prefixo PT-HPG em 2019
O acidente do helicóptero Bell 206B prefixo PT-HPG em 2019 relaciona o fato ocorrido no dia 11 de fevereiro de 2019, quando um helicóptero despencou-se no vão central das pistas do Rodoanel Mário Covas que passam sobre a Rodovia Anhanguera, na zona noroeste da cidade de São Paulo, próximo ao distrito de Perus. Na sequência, a aeronave colidiu com um caminhão e em seguida caiu na pista da rodovia.
O acidente, ocorrido por volta de 12h15min, no horário de Brasília, acabou por vitimar fatalmente os dois ocupantes: o jornalista Ricardo Boechat e o piloto Ronaldo Quatrucci. O motorista do caminhão sofreu ferimentos leves. O jornalista e o piloto foram declarados mortos no local. O helicóptero foi de propriedade da RQ Serviços Aéreos Especializados Ltda.

## Aeronave
A aeronave foi fabricada pela Bell Aircraft Corporation, modelo 206B, em 1975 e possuía prefixo PT-HPG. Ela era propriedade da empresa RQ Serviços Aéreos Especializados Ltda. O piloto que estava no helicóptero, Ronaldo Quattrucci, era um dos proprietários da empresa dona da aeronave.

## Acidente
O jornalista Ricardo Boechat, da Rede Bandeirantes, estava a caminho da sede da emissora em São Paulo após participar de um evento da empresa farmacêutica Libbs na cidade de Campinas, que se localiza a cerca de 100 km do destino do voo. Testemunhas informaram que na altura do km 7 do Rodoanel, na Rodovia Anhanguera, o helicóptero, que estava voando em baixa altitude, tentou fazer um pouso de emergência em uma das alças da rodovia, vindo a colidir com um caminhão que transitava na mesma, caindo na pista e se incendiando.
Uma mulher que estava passando no local do acidente no momento, Leiliane Rafael da Silva, disse que viu uma pessoa pulando da aeronave e que em seguida esta pessoa foi atingida pelo helicóptero, que veio a explodir, e mesmo assim chegou a pedir ajuda.

## Investigação
Segundo informações preliminares da Anac (Agência Nacional de Aviação Civil), que abriu procedimento investigativo, o helicóptero encontrava-se regular e com certificado de voo valido até maio de 2023. No entanto, a RQ Serviços Aéreos Especializados Ltda., empresa proprietária do veículo, não era autorizada a prestar serviços de táxi aéreo, mas serviços aéreos especializados como aerofotografia, aerorreportagem e aerofilmagem. Em 2011, a RQ havia pago multa em 8 mil reais por oferecer serviço de voos panorâmicos sem a certificação de táxi aéreo. A RQ havia sido contratada pela Zum Brazil, empresa de realização de eventos que, por sua vez, prestava serviços à farmacêutica Libbs, que promovia sua convenção anual de vendas.
O CENIPA (Centro de Investigação e Prevenção de Acidentes Aeronáuticos) designou para conduzir a investigação uma equipe do Seripa 4º (Quarto Serviço Regional de Investigação e Prevenção de Acidentes Aeronáuticos), com a cooperação da Polícia Técnica Científica de São Paulo.

### Relatório final
Em 29 de outubro de 2020, o CENIPA apresentou o relatório final. Segundo as investigações, a inobservância de vários procedimentos de manutenção, além da operação inadequada dos comandos da aeronave durante a manobra de autorrotação, causaram o acidente.

## Repercussão
- O Grupo Bandeirantes de Comunicação emitiu nota de pesar após a confirmação da morte de Boechat. Assim como todos os veículos do grupo, a notícia foi lida com extrema comoção. O apresentador do Brasil Urgente, José Luiz Datena deixou o jornal sem se despedir completamente abalado. No Jornal da Band, o encerramento contou com a bancada vazia e uma sessão de aplausos e gritos de funcionários da redação das emissoras de São Paulo, Rio de Janeiro e Brasília, além de um minuto de silêncio após a exibição das homenagens. Na rádio BandNews FM, as transmissões foram suspensas por alguns minutos devido à emoção dos funcionários rodando apenas a vinheta em loop, Na Rede Bandeirantes a programação para o horário foi suspensa para acompanhar a cobertura do fato.[13][14][15][16]
- Um grupo de taxistas prestou homenagens a Boechat com carreata e buzinaço nas ruas de São Paulo. Em seguida pararam em frente à sede do Grupo Bandeirantes manifestando aplausos ao jornalista e aos funcionários do grupo.[17]
- O presidente da república Jair Bolsonaro divulgou nota nas redes sociais tanto para Ricardo Boechat como para o piloto Ronaldo Quatrucci, além de se declarar admirador do jornalista mesmo que tenha feito críticas ao seu governo. Além de Bolsonaro, também lamentaram a morte do jornalista e do piloto, o Vice-presidente da república General Mourão, o Governador de São Paulo, João Doria e o Governador de Minas Gerais, Romeu Zema. O Palácio do Planalto também divulgou nota oficial.[18][19]
- O Presidente da Câmara dos Deputados, Rodrigo Maia divulgou nota oficial através do Twitter, assim como o Presidente do Senado Davi Alcolumbre.[18]
- O Supremo Tribunal Federal através do presidente, o ministro Dias Toffoli manifestou pesar pela morte do jornalista.[18]
- O Superior Tribunal de Justiça também divulgou nota através do presidente João Otávio de Noronha.[20]
- A Confederação Nacional da Indústria lamentou a morte de Boechat através de nota assinada pelo presidente Robson Braga de Andrade.[18]
- O Ministério da Justiça e Segurança Pública manifestou solidariedade ao jornalista e ao Grupo Bandeirantes.[18]
- A Associação Brasileira de Emissoras de Rádio e Televisão emitiu uma nota assinada por Paulo Tonet Camargo, presidente da associação.[18]
- A procuradora-geral da República Raquel Dodge lamentou a morte do jornalista também através de nota oficial.[18]
- O apresentador da Band José Luiz Datena, a esposa Veruska Seibel Boechat, o ministro do STF Luiz Fux, a presidente do TSE Rosa Weber, os apresentadores Luciano Huck, Serginho Groisman e Fátima Bernardes da Rede Globo, o escritor Paulo Coelho, o comediante Marcelo Adnet, as jornalistas Vera Magalhães, Miriam Leitão e Aline Midlej, os jornalistas Ricardo Noblat, Rodolfo Schneider, Milton Neves e José Simão, o radialista Milton Jung, os padres Fábio de Melo e Marcelo Rossi, a cantora Daniela Mercury, o comentarista Walter Casagrande e muitas outras personalidades como cantores, jornalistas, políticos, esportistas, times brasileiros de futebol, vôlei e outras modalidades, atores e apresentadores de diversas emissoras publicaram homenagens nas redes sociais.[21]
- A imprensa internacional como a BBC destacou o acidente na página principal de notícias e lembrou Boechat como um dos jornalistas mais nobres e respeitados do país, e que a morte é um momento triste para o jornalismo brasileiro. O jornal português Correio da Manhã trouxe Boechat como "estrela do jornalismo brasileiro".[22][23] O jornal espanhol El País deu destaque à morte de Ricardo Boechat.[24]
- Nas redes sociais, vários seguidores do pastor evangélico Silas Malafaia (com quem Boechat tinha divergências, tendo trocado ofensas) comemoraram a morte de Ricardo Boechat, afirmando que o jornalista "havia pago com a vida pelas ofensas que dirigiu a Malafaia". Este, no entanto, desaprovou aquelas postagens, afirmando que "o Deus ao qual serve 'não é vingativo'. Ele [Deus] pode até discordar do que Ricardo dizia, mas é inegável que ele era um grande jornalista".[25]